# Rejon żeleznodorożnyj (Jekaterynburg)
Rejon żeleznodorożnyj w Jekaterynburgu (ros. Железнодорожный район) – jeden z rejonów rosyjskiego miasta Jekaterynburg.

## Historia
Statystyki z 2012 roku wskazywały, że na obszarze jekaterynburskiego rejonu żeleznodorożnyjego było oficjalnie zarejestrowanych 141 237 mieszkańców, co czyniło go jednym z najsłabiej zaludnionych rejonów w Jekaterynburgu. Dzielnica zajmuje tereny na których od drugiej połowy XVI wieku istniała wieś Pałkino. Na przełomie XVIII i XIX wieku znajdujące się na tym obszarze mniejsze wsie i osiedla zostają włączone w granice Jekaterynburga i stopniowo rośnie liczba ich mieszkańców. Dynamiczny rozwój przychodzi wraz z wytyczeniem właśnie przez te tereny linii kolejowej, która stanie się słynną Koleją Transsyberyjską, w tym miejscu zostaje ulokowany Jekaterynburski Dworzec Pasażerski, a sam obszar staje się przez to ścisłym centrum miasta. Po bolszewickim przewrocie i zakończeniu wojny domowej obszar ten nadal rozwijał się dynamicznie, a związany był głównie z kolejnictwem i przemysłem kolejowym. Nie posiadał on jednak własnej podmiotowości administracyjnej w granicach miasta. Dostrzegając znaczenie tego terenu sowieckie władze postanowiły zmienić ten stan rzeczy. Rejon został oficjalnie utworzony wiosną 1938 roku, a jego patronem wybrano bolszewickiego działacza, Łazara Kaganowicza. Wybór miał znaczenie ideologiczne: Kaganowicz jako ludowy komisarz transportu odpowiedzialny był za koleje w Związku Radzieckim, władze miasta uznały więc, że dzielnica tak związana z kolejnictwem powinna otrzymać go za patrona. Agresja III Rzeszy na Związek Radziecki pobudziła rozwój rejonu, do którego ewakuowano wiele fabryk z zachodu oraz do którego napłynęli robotnicy, specjaliści oraz ludność cywilna. W czasie wojny na obszarze rejonu lokalizowano szpitale dla rannych żołnierzy, a jako dzielnica blisko związana z kolejnictwem, służyła za ważny punkt przeładunkowo-towarowy na trasie ze Wschodu na Zachód. Na front wyruszyło natomiast 18 300 mieszkańców rejonu, większość zginęła, a 1517 jego mieszkańców otrzymało Medal „Za ofiarną pracę w Wielkiej Wojnie Ojczyźnianej 1941–1945”. 
Lata powojenne to czas przestawiania się z gospodarki wojennej na pokojową oraz rozbudowy powstałych tu zakładów przemysłowych. Problemem był brak mieszkań, intensywnie inwestowano więc w budownictwo mieszkaniowe, ale trudno było sprostać zapotrzebowaniom ludności cywilnej. Po dojściu do władzy Nikity Chruszczowa i rozpoczętej przez niego polityki destalinizacji zmiany dotknęły także dystrykt. 19 września 1957, po 19 latach funkcjonowania, zmieniono nazwę rejonu z kaganowiczowskiego na żeleznodorożnyj, zwiększyła się także jego powierzchnia, gdyż w jego skład włączono rejon mołotowski. W tym okresie zamieszkiwany był on przez 91 300 mieszkańców, z czego mężczyźni, wskutek strat wojennych, stanowili 44,2% dzielnicowej populacji. 29,9% jego mieszkańców pracowało w fabrykach i przemyśle, 26% na kolei, 10,7% w budownictwie, 6,5% w handlu, 4,7% w instytucjach kulturalnych i socjalnych,  a 5% w edukacji. W czasach Chruszczowa otwarto nowe fabryki, inwestowano w kolej oraz transport publiczny (linie tramwajowe, autobusowe oraz trolejbusowe), a także tworzono wielkie blokowiska, które nadały architektoniczny styl dzielnicy. Na początku lat siedemdziesiątych populacja w dzielnicy sięgnęła 114 tysięcy ludzi. W dalszym ciągu przeznaczano nowe środki finansowe w nowe mieszkania by sprostać zapotrzebowaniom populacji, czemu służyły kolejne plany pięcioletnie. Nie zapominano także o szkołach, przedszkolach, placówkach kulturalnych i infrastrukturze transportu publicznego. Rozwój rejonu uległ zahamowaniu pod koniec epoki sowieckiej i po rozpadzie Związku Radzieckiego, a dodatkowe pogorszenie sytuacji nastąpiło wraz z kryzysem w Federacji Rosyjskiej w latach dziewięćdziesiątych. Po 2000 roku następuje poprawa sytuacji, zwiększone zostają nakłady finansowe przeznaczone na rozwój rejonu oraz zaczynają się nowe inwestycje.

## Charakterystyka
Rejon żeleznodorożnyj położony jest w północnej części Jekaterynburga i zajmuje powierzchnię 123,6 kilometrów kwadratowych. Liczba jego mieszkańców w ostatnich latach zaczęła powoli wzrastać. W 1989 roku jego obszar zamieszkiwało 143 490 ludzi, jednak po rozpadzie Związku Radzieckiego doszło do załamania i w wyniku kolejnych kryzysów nastąpił odpływ ludności. W 2002 roku w rejonie mieszkało tu 143 167 ludzi. W 2010 roku było to odpowiednio 137 691 i 138 516, a na początku 2012 roku 141 237 ludzi. W 2011 roku na terenie rejonu mieszkało 10 osób, które przekroczyły setny rok życia. W 2012 roku bezrobocie w rejonie żeleznodorożnym wynosiło 0,5% i w stosunku do roku poprzedniego spadło o 1%. Na terenie znajduje się 8 dużych zakładów produkujących żywność i 12 mniejszych, z czego 62,8% ich produktów zgodnych z odpowiednią normą ISO. Ogółem jest tu zarejestrowanych ponad 13 tysięcy małych i średnich przedsiębiorstw. Dokonywane są inwestycje w budownictwo mieszkaniowe, rozwijana jest także infrastruktura transportowa. Na terenie dzielnicy działa 7 publicznych placówek opieki zdrowotnej, pośród nich znajdują się szpitale oraz specjalistyczne kliniki. W dzielnicy znajduje się 25 oddziałów przedszkolnych i 22 szkoły publiczne. Swe siedziby ma tu także 21 placówek kulturalnych, a także kilka ośrodków sportowych. Dzielnica współpracuje z jedną z dzielnic chińskiego Kantonu. Potrzebami lokalnej społeczności rejonu zajmuje się wybieralny samorząd dzielnicowy. 

## Transport
Dzielnica znajduje się w strukturze jekaterynburskiej sieci tramwajowej, autobusowej i trolejbusowej. Na obszarze żeleznodorożnyjego rejonu znajduje się Jekaterynburski Dworzec Kolejowy, a także zlokalizowane są tutaj dwie stacje miejskiego systemu metra. 
- Dinamo
- Uralskaja